# Beleg van Havana

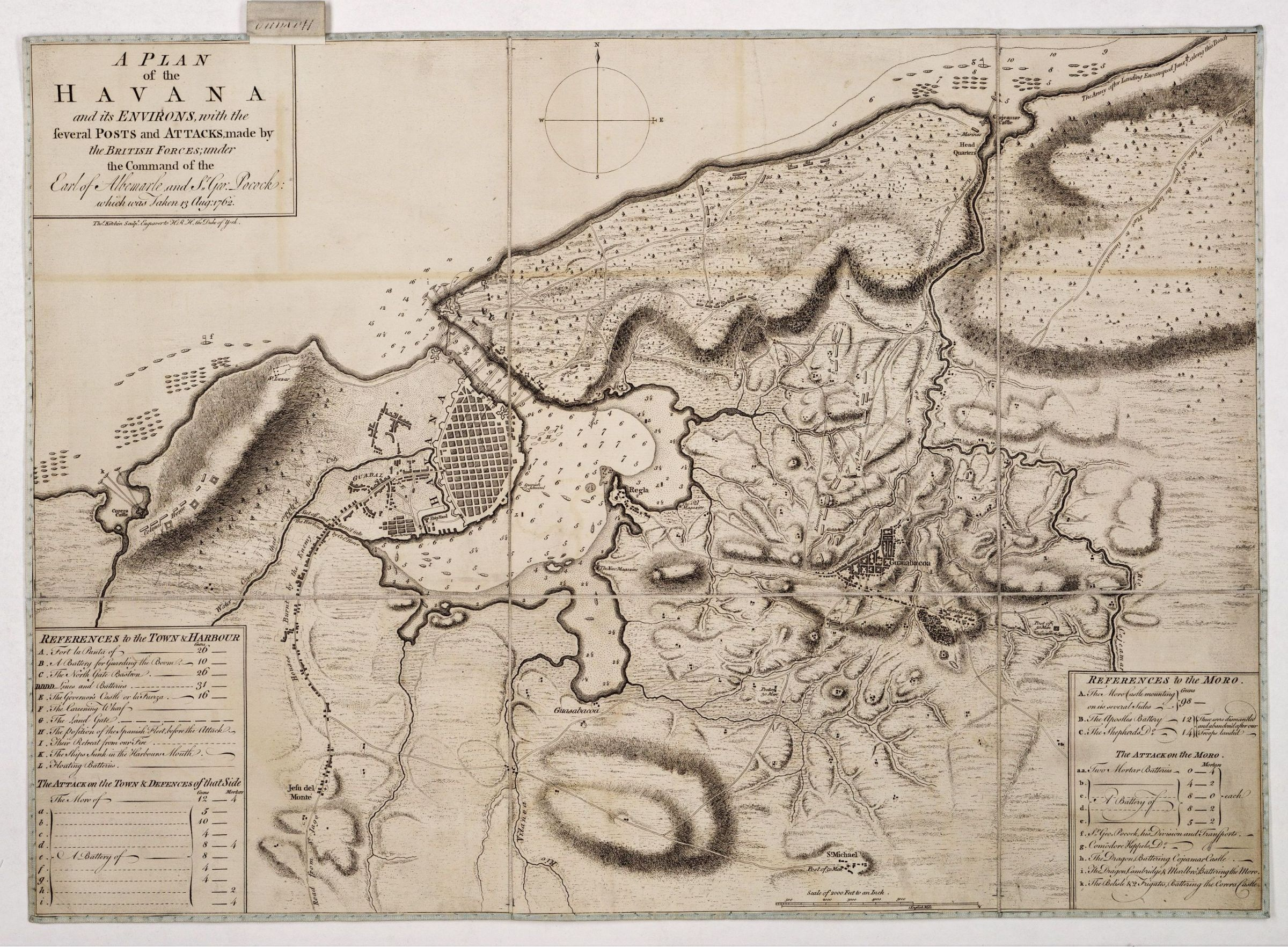
Kaart van Havana en omgeving tijdens het beleg

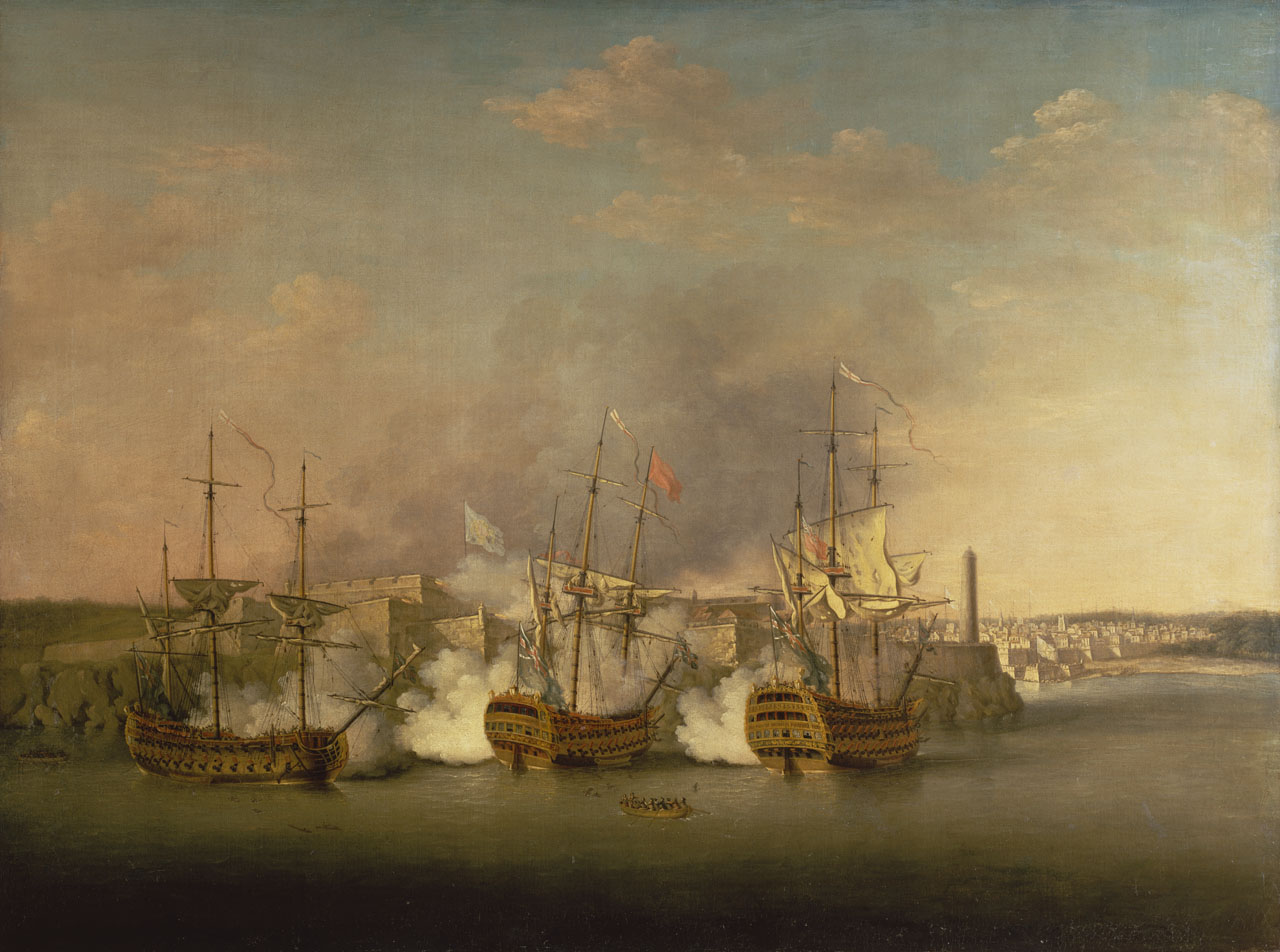
Britse vloot beschiet El Morro

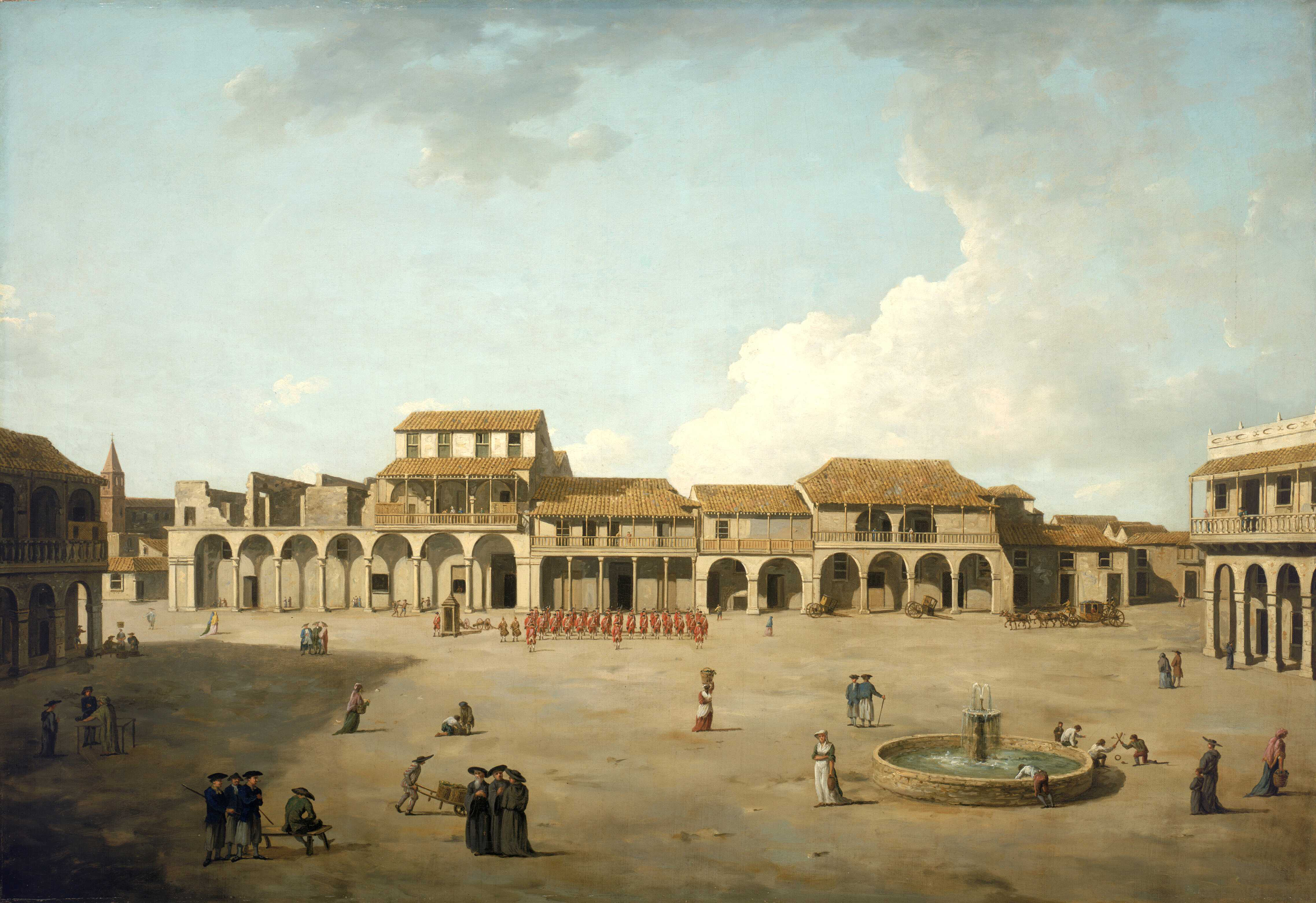
Britse soldaten in Havana tijdens de bezetting

Het Beleg van Havana was een succesvolle Britse belegering van Havana toen nog onderdeel van het Spaanse koloniale rijk. Het beleg duurde van maart tot 14 augustus 1762 en maakt onderdeel uit van de Zevenjarige Oorlog (1756-1763).

## Aanleiding
Vanaf 1756 waren Groot-Brittannië en Frankrijk in oorlog. Spanje was aanvankelijk neutraal, maar na de dood van Ferdinand VI werden de banden met Frankrijk versterkt. In december 1761 werd een embargo op de Britse handel afgekondigd, namen de Spanjaarden Britse goederen in beslag en werden de Britse kooplieden uit het land verdreven. In januari 1762 verklaarden de Britten aan Spanje de oorlog.
Koning Karel III had in 1761 al maatregelen genomen om de verdediging van Havana te versterken. Juan de Prado werd naar de stad gestuurd met de opdracht dit te realiseren, maar in 1762 was nog veel werk in uitvoering. In juni 1761 arriveerde een Spaanse vloot van zeven linieschepen, onder bevel van admiraal Gutierra de Hevia, in Havana. Naast de bemanning telde het twee regimenten infanterie van in totaal bijna 1000 man ter versterking van het garnizoen van de stad. Het belangrijkste fort van de stad, Castillo de los Tres Reyes Magos del Morro (El Morro) ligt aan het begin van het toegangskanaal naar de Baai van Havana. Het was zwaar bewapend met 64 kanonnen die vooral naar de zee en op de baai waren gericht.

## Oorlogsverklaring
Al twee dagen na de oorlogsverklaring besloot de Britse regering een aanval uit te voeren op Havana, met de intentie om de Spaanse aanwezigheid in het Caribisch gebied te verzwakken en de veiligheid van de Noord-Amerikaanse koloniën te verbeteren. Een sterke zeemacht uit Groot-Brittannië, onder bevel van vice-admiraal George Pollock, en uit West-Indië met aan boord een grote troepenmacht voeren naar Havana. Op 6 juni kwam de Britse strijdmacht daar aan. Er waren 21 grote en 24 kleinere oorlogsschepen en 168 andere schepen, met aan boord zo'n 17.000 soldaten naast de 13.000 matrozen.
De Spanjaarden waren totaal verrast. De Britten hadden de kortere route vanuit het noordoosten genomen. De meest gangbare route was langs de zuidkust van Cuba van oost naar west en vervolgens bij de uiterste westpunt naar het noorden te keren en dan Havana vanuit het westen te naderen. Deze lange route had de Spanjaarden voldoende tijd gegeven de vloot te zien en voorbereidingen te treffen. De Britten blokkeerden de toegang tot de baai waardoor de Spaanse vloot en nog eens zo'n 100 koopvaardijschepen die geen kant meer op konden. De Britten zetten hun soldaten en kanonnen zonder grote problemen aan land. Ze trokken vanuit het westen naar de stad.
De Spaanse autoriteiten besloten de soldaten terug te trekken naar El Morro en de ommuurde stad. Ze rekenden op een kortstondig beleg want met de komst van het regenseizoen zouden de Britse soldaten bezwijken aan tropische ziekten. Verder zou het orkaanseizoen de Britten dwingen hun schepen terug te trekken naar veilige havens.

## De Britse aanval
Op 11 juni bestormden de Britten een schans op de hoogten van La Cabaña die werd ingenomen. De volgende dagen werden hier kanonnen geplaatst die El Morro onder vuur konden nemen. Na een langdurige strijd en belegering viel het fort op 30 juli in Britse handen. Met het wegvallen van dit belangrijke verdedigingsbolwerk werd de ommuurde stad het doel voor de kanonnen op La Cabaña en El Morro.
Op 11 augustus, nadat Juan de Prado een eis tot overgave had afgewezen, openden de Britse batterijen het vuur op Havana. In totaal 47 kanonnen, 10 mortieren en 5 houwitsers bestookten de stad vanaf een afstand van 500-800 meter. Tegen het einde van de dag was Castillo San Salvador de la Punta tot puin gereduceerd en gaf Juan de Prado zich over. Admiraal de Hevia verzuimde zijn vloot in brand te steken en de vloot viel onbeschadigd in handen van de Britten.
Op 14 augustus trokken de Britten de stad in. Ze kregen hiermee veel militair materieel waaronder kanonnen, handelsvoorraden en een grote vloot van marine- en koopvaardijschepen in handen.

## Gevolgen
De overgave van Havana leidde tot aanzienlijke financiële beloningen voor de Britse marine- en militaire leiders. Pocock en Albemarle, die de soldaten aan land aanvoerden, kregen elk 122.697 pond sterling. De officieren en manschappen werden ook beloond, de gewone soldaten en matrozen kregen elk 4 pond. Tijdens het beleg kwamen 2764 Britse militairen om het leven, raakten gewond, deserteerden of  werden gevangen genomen. Verder waren er tot 18 oktober nog eens 4708 doden als gevolg van ziekten. Drie Britse schepen waren vernietigd door het kanonvuur van de Spanjaarden.
Voor Spanje was het financiële verlies groot en ook hun prestige had een zware klap gekregen. De Spaanse gouverneur, admiraal en andere militaire en civiele ambtsdragers werden bij hun terugkeer in Spanje voor de krijgsraad gebracht. Zij werden gestraft voor hun falen om de stad te verdedigen en voor het feit dat de aanwezige Spaanse vloot ongeschonden in de handen van de Britten was gevallen. Vooral Juan de Prado en Gutierra de Hevia werd de nederlaag zwaar aangerekend. Juan de Prado werd ter dood veroordeeld, maar de straf werd nooit uitgevoerd en hij bleef de rest van zijn leven in de gevangenis. Gutierra de Hevia kreeg 10 jaar huisarrest en al zijn titels werden afgenomen.
Havana bleef onder Britse bezetting tot februari 1763, toen het werd teruggegeven aan Spanje onder het Verdrag van Parijs uit 1763 dat formeel een einde maakte aan de oorlog.
- Library of Congress Control Number: sh95002286
- Nationale Bibliotheek van Israël: 987007539660405171